# 九十式野炮
九十式野炮為日本陸軍在1930年採購法國技術支援下開發的榴彈炮，也是太平洋戰爭開戰前日本陸軍最先進的一款75公厘火炮。

## 開發歷史
由於日本部隊未經歷第一次世界大戰的洗禮，在裝備以及戰術上沒有重大變化，到1920年代時日本陸軍砲兵主力仍然是日俄戰爭時期向德國購買授權生產的三八式野砲。

對於砲兵火力劣於各列強勢力至少一代的日本陸軍也開始提出新型火炮的需求，但是由於國內技術落後且研發進度緩慢，到1925年推出的改良三八式野炮也僅是三八式野砲改用空心箱型尾梁以增加俯仰角度的小改款裝備。修改後射程雖然有提升，但俯仰角度太大時炮身制退機構仍會對砲架產生損害，因此並不是一款成功的設計。

因國內技術沒有長足進步，陸軍提出向國外買進最新技術來改良日本現有的製炮工藝。為此日本陸軍在1920年後派出了考察團前往先進工業國家探訪，其中考察團對於法國施耐德（Schneider）公司為希臘陸軍開發的施耐德1927年型85公厘野戰炮（Canon de 85 Mle 1927）產生興趣 ，因此與法方交涉製造授權，法國方面提出技術轉移以外日本還要另外購買施耐德的新型榴彈炮，對於日本陸軍而言的確需要國外新型武器的技術以及相關資料因此答應了相關條件。在購買測試後發現日本當時現有造炮工藝並沒有辦法設計出比樣炮更出色的產品，因此陸軍決定新型榴彈炮改為購入的施耐德野炮的修改型，這款野戰砲於1928年開始研發，1930年推出試製炮。由於日本以皇紀紀年編號（1930年為皇紀2590年）因此被命名為九十式野炮，主要修改的地方為將原本適合歐洲操作的一些設計改為適合在中國大陸操作。測試則到1932年才完成正式制式化作業。

## 特徵

### 技術特點
九十式野炮的製作技術讓日本從第一代後膛火炮進化到與各國同步的水準，與前代火砲不同的地方包括：
- 自緊式炮身製作技術，使炮身重量減輕，承受壓力增加
- 開腳式炮架與駐鋤設計，開腳式炮架使炮身制退行程可以加長，因此可使用更高威力裝藥以及大仰角設計，駐鋤則改善炮體穩定度
- 液氣壓式制退機構的實用化，承受壓力優於德式彈簧制退機構
- 炮口制退器，縮短炮身制退系統所需行程

由於加強裝藥以及加高炮管仰角的協助九十式野炮的射程大幅提升到14000公尺，在測試時炮兵部隊對於射程有極高的評價。不過以日本參謀本部的立場，重量過重的九十式野炮機動力下滑有所質疑，因此一度建議停止開發轉研發性能較差但是機動性較好的野炮；不過因為關東軍第2師團炮兵單位等實兵部隊的使用意見認為九十式的射程優勢足以彌補機動性的不足，最後高層接受前線的意見繼續進行九十式野炮的生產。

### 機械化
在九十式野炮量產的時間點西方各國已經開始將榴彈炮從馬拖曳進化為用卡車或是半履帶車拖曳，日本也跟隨上機械化的腳步。當時日軍計劃將現有的馬弋式底座更換為可供機械車輛拖運，在1931年3月時開始進行九十式炮架安裝輔助輪懸吊系統的先期研究，1932年5月進行試製，1934年完成。改裝後的傳統火炮裝上九十式野砲機動台車即可以車輛運輸，不過專業的牽引車在1934年尚未服役，因此這些改造版本僅由一般車輛進行拖運。
除了改造版，日軍也積極的進行真正的機械化榴炮改造，並在1933年開始重新設計機械化專用的九十式野炮炮架。主要修改點為將原本木輪更換為80公分的實體橡膠輪胎，除此之外車輪還安裝了懸吊系統以維持高速拖曳下穩定行駛，這款改良型相關測試於1935年3月23日完成，日本陸軍在同年的8月9日給予「機動九十式野炮」的制式名稱。拖曳九十式野炮的牽引車為九四式四噸牽引車（1934年服役）和改良型的九八式四噸牽引車（1938年服役）。
機械化的機動九十式野炮最後生產了將近6百門，但是專業的機械化炮兵連要等到1942年才開始編組。

### 自走化
除了機械化以外，1939年後陸軍也嘗試將此款榴彈砲安裝在裝甲車輛底盤上成為自走炮，將炮口制退器拆除的九十式野炮於1941年安裝在九七式中戰車並完成測試。雖然裝甲部隊以及炮兵部隊對這款新裝備都抱持著極大興趣並迅速編入部隊，但因為本位主義影響因此同款武裝在兩個部隊名稱完全不同，炮兵部隊稱這款裝備為一式7.5公分自走炮，裝甲部隊稱為一式炮戰車，這也是兵器發展史上的少數特例。

### 反戰車炮化
由於日本開發的反戰車炮在效能上極為差勁，而同盟國軍的戰車防禦力快速增長，日軍迫切需要更有效的反戰車炮。而九十式野炮在彈道表現以及初速上還算良好，因此日本陸軍也將這款榴彈砲修改為戰車炮並裝載在三式中戰車以及三式炮戰車上並開發穿甲彈以供運用，而當時美軍M4中戰車搭載75公厘主炮也是法國施耐德公司1897年型榴彈炮的修改版。
九十式野炮制式化量產的穿甲彈僅有一款，稱為一式穿甲彈。一式穿甲彈設計為傳統的前端實心、後端挖空填裝炸藥之穿甲榴彈（APHE），材質為添加鉻（1%）、鉬（0.2%）、鎳的合金鋼，發射初速每秒819公尺。日本自己測試的穿甲威力是1,000公尺距離70公厘、500公尺80公厘。另一款稱為「特甲」的鉻鎢合金鋼材質穿甲彈測試數據則是1,000公尺距離85公厘、500公尺距離100公厘。但是一式穿甲彈因為使用特殊金屬材質因此量產配賦量已經不多，特甲彈則未能制式化，實際配備狀況不明。
美國戰爭部在1945年8月配發的情報手冊中，提到使用擄獲的機動九十式野炮測試一式穿甲彈之數據，則是在鋼板與穿甲彈呈90度之浸徹角（傾斜0°）狀態下，1,500碼（1371.6公尺）距離2.4英吋（約61公厘）、1,000碼（914.4公尺）距離2.8英吋（約71公厘）、750碼（約685.8公尺）距離下3英吋（76.2公厘）、500碼（457.2公尺）距離下3.3英吋（約84公厘）、250碼（228.6公尺）距離3.4英吋（約89公厘），測試整體結果與日本方面的報告差距不大。

## 實戰成果與評價
在經過短暫的測試後，九十式野炮於1931年少量編入關東軍第二師團進行測試，於918事變以及之後在中國的大小衝突皆有參戰紀錄。但實戰部隊對這款榴炮的評價貶多於褒，主要原因出於九十式野炮太重也太貴。
日本炮兵編隊1門75公厘野炮會分配到12匹馬進行相關炮兵裝備拖運，火砲會分得6匹挽馬拖曳火砲與其附件，6匹馬的拖力在改良型三八式野炮的測試中已經確定無法負荷，更重的九十式野炮則問題更嚴重，而日本軍馬體格較歐美軍馬要小，則讓這問題無法仰賴短時間的品種改良去解決；雖然炮兵曾提出增加軍馬編制來適應日後更重火炮的後勤需求，但是牽涉層面太廣被高層回絕，在後勤無法支撐的狀況下炮兵部隊無法換裝九十式；機械化雖可有效治本，但日本貧弱的車輛工業使牽引車在火炮誕生時根本不存在，配套不周全導致無法大量配發，也讓參謀本部及炮兵部隊對於非機械化的九十式野炮的採購意願不高，最後只少量採購了一百多門，直到九五式野炮以及機械化拖曳方式出現才開始進行少量採購。
除了重量問題以外，新技術的引入日本沒有完全消化也影響到火炮的表現，九十式野炮所採用的自緊炮身製程炮身有磨損過快的壽命問題以及精度不佳的毛病，而根據原乙未生對該炮進行了10至14天的5000發連射實地測試，發現火炮炮管的最大理論壽命僅4,700發以內，而且還有50%到90%的概率在連續發射大約三千發炮彈後炮管膛線被完全損耗導致有效射程急劇下降的嚴重問題，這對需要大量發射炮彈為前線提供火力支援的野戰炮兵部隊而言根本無法接受，進而拒絕採購裝備，重量以及壽命問題使得日軍到1939年採購的九十式野炮數量僅有24門，諾門罕戰役時即因為炮兵世代差距而付出代價。
1939年爆發的諾門罕戰役當時在第1戰車團安岡支隊裝備了機動九十式野炮8門，整場戰鬥中其長射程為少數與蘇聯使用火炮平起平坐的裝備。雖然戰役中展現出其存在價值，但是日本參謀本部仍然因為重量因素不願意大量採購，對於此點日本高層的結論是「既然馬匹拖不動的話那就直接裝在車上」。加上諾門罕時九十式野炮曾對蘇聯戰車進行射擊並成功擊毀，因此九十式野炮日後導向自走炮化以及反戰車炮化的契機。
1941底太平洋戰爭爆發後九十式野炮廣泛裝備在對盟軍的作戰部隊，雖然沒有單一明顯戰果，但是擁有與西方各國同等級火炮也顯著提升了日軍攻擊火力，對於日軍在東南亞攻勢有正面幫助；而自走炮化的一式炮戰車在1945年的呂宋島戰役也是少數可以在500公尺外擊破當時美軍主力M4中戰車而且還可自力移動的武裝，到後期由於九十式野炮的多用途因此日本方面稱九十式野炮為日本版的ZIS-3。
除了日本以外，中華民國也在戰後在台灣接收了16門九十式野炮並編入師屬炮兵部隊，但實際表現不明。中共军队也在國共內戰時由苏联自1946年起在北满将日本关东军装备无偿赠予獲得此款裝備並用于炮轰锦州，配套炮弹则来自苏联自1946年起逐渐移交给中共的大连建新兵工厂(原日本关东军大连兵工厂)。韓戰中，中國人民解放軍第42軍曾配備9門九十式75mm野炮，最晚操作至抗美援朝第三次戰役，之後才被蘇聯軍援武器給取代。

## 現存砲

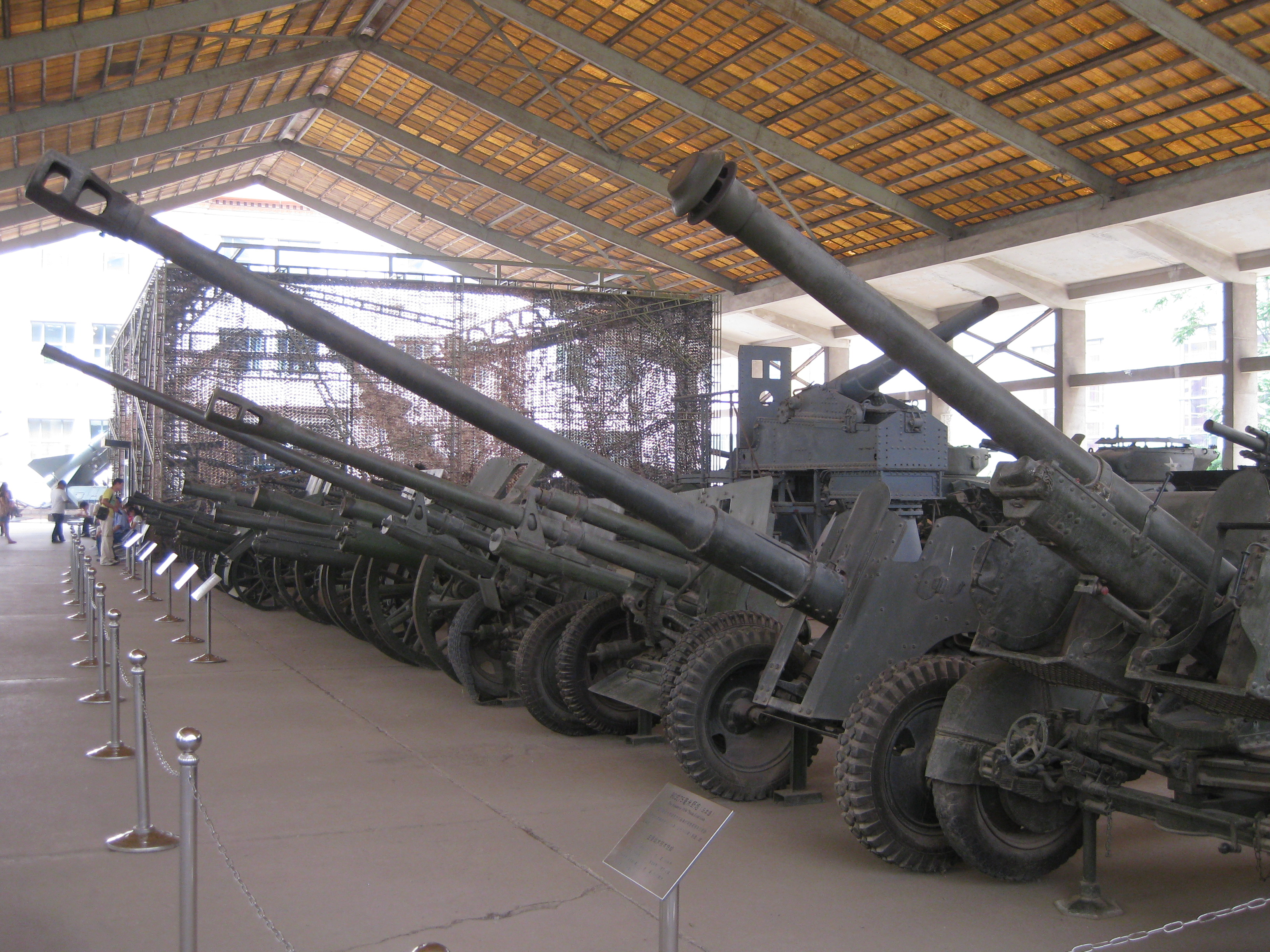
現存於中國人民革命軍事博物館的一門機動九十式野砲(最右側)

现存於世的九十式野炮有兩門，在美國奧克拉荷馬州錫爾堡的美國陸軍野戰裝備博物館就陳列一門戰時被美军收缴的機動九十式野炮。此外，在中華人民共和国北京市中国人民革命軍事博物館也陳列1門於抗美援朝時期使用过的该炮，同樣為機動九十式野炮。

## 外部連結
- 大砲研究所（日文）